# 坦納迪斯公園球場
坦納迪斯公園球場（英語：Tannadice Park），1909年前稱為克莱平顿公園球場（Clepington Park），是蘇格蘭足球隊登地聯的主場，自1994年起便是全座位球場，容量為14,223人。球會宿對邓迪主場邓迪足球俱乐部僅離坦納迪斯公園球場183米。

## 其他用途
2003年12月，坦納迪斯公園球場曾舉行國際B級足球賽蘇格蘭對土耳其的賽事。

### 賽狗
1928年5月18日，坦納迪斯公園球場丹地首個舉行賽狗的場地。球場有獨立的賽狗賽道，賽事在夏天逢星期三和星期六舉行。雖然賽狗吸了不少觀眾，可是由於場地本身不適合這賽事，因此這項活動亦在同年結束，在1932年才重新舉辦，但場地已轉為丹斯公园球场。

### 拳賽
1941年1月1日，由於第二次世界大戰使足球比賽暫停，因此球場舉行了一場拳击賽事，吸引力3,500名觀眾。